# Opera Software
Opera Software était une entreprise norvégienne, principalement connue pour sa suite internet Opera. Opera Software était fortement impliquée dans la promotion et participait à l'élaboration des standards web dans le W3C. La société avait son siège social à Oslo en Norvège, et des bureaux en Suède, Chine, Japon, Corée du Sud, Pologne et États-Unis.
La vision de la société Opera était de « délivrer le meilleur navigateur web sur tous les supports possibles » (2007).

## Histoire
Initialement lancé comme un projet de recherche au sein de la société de télécommunications norvégienne Telenor en 1994. Opera Software est une société indépendante fondée le 30 août 1995 par Jon Stephenson von Tetzchner et Geir Ivarsøy. La première version publique est la version d'Opera numérotée 2.1 tournant sur Windows en 1997. 
Opera Software a effectué une introduction en bourse en février 2004, et est enregistrée à la Bourse d'Oslo le 11 mars 2004.
Le 20 septembre 2005, la société a annoncé qu'elle enlèvera la publicité du navigateur qui jusque-là affichait une bannière de publicité sauf si l'utilisateur achetait une licence. Cette décision rend plus facile l'utilisation du logiciel pour l'usage individuel. Le reste du logiciel cependant reste protégé. La démarche a été entreprise dans l'espoir qu'elle inciterait plus d'utilisateurs à utiliser Opera comme navigateur.
Opera Software s'occupe également des navigateurs Web des Nintendo DS et Wii.
Le 30 avril 2010, Opera Software achète la société FastMail.fm, une adresse courriel australienne, pour un coût non divulgué.
Après avoir racheté en début d'année 2010 la régie publicitaire AdMarvel, Opera Software annonce 5 octobre 2010 que sa plateforme publicitaire Open Mobile Ad Exchange est ouverte aux annonceurs dont les publicités peuvent être vues par jusqu'à 66,5 millions de mobinautes.
En 2015, Jon Stephenson von Tetzchner, co-créateur d'Opéra et ex-PDG d'Opéra Software (jusqu'en 2011), mécontent de la direction prise, lance un nouveau navigateur web : Vivaldi.
En novembre 2016, le rachat du navigateur norvégien Opera par un consortium chinois, Golden Brick Capital Private Equity Fund, est conclu pour 600 millions de dollars. En outre, Opera Software est renommé Otello Corporation.